# Hof van Watervliet

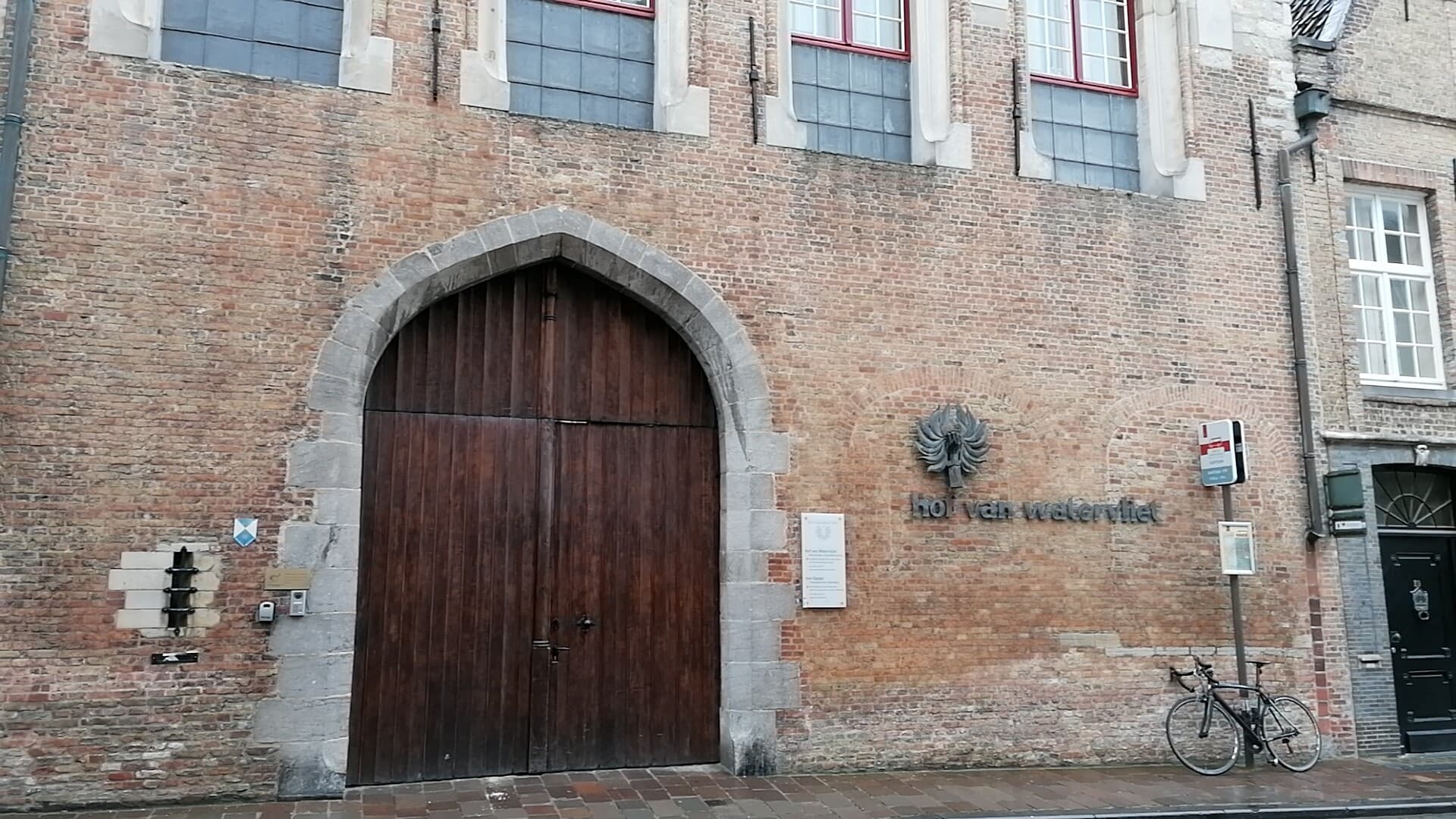
Het Hof van Watervliet

Het Hof van Watervliet, of het Hof van Sint-Joris, is een beschermd monument uit het einde van de 15e eeuw aan de Oude Burg in Brugge. In de beginjaren van 1980 begonnen zeer ingrijpende restauraties, waarna de Christelijke Mutualiteiten / Vereniging Volkswelzijn het in 1983 in gebruik stelde als een ontmoetingshuis met aandacht voor het socioculturele en het welzijn.

## Ontstaan
De bouwheer van dit hof was Jan III de Baenst, een Brugse edelman/ridder met een rijke carrière in de lokale politiek en het Bourgondische machtsapparaat. Hij verwierf in verscheidene steden heerlijkheden waaronder Beernem, Oostkamp en Damme maar de voornaamste bleken Sint-Joris-ten-Distel en Lembeke. Hij betitelde zich voornamelijk als heer van Sint-Joris-ten-Distel. Toen hij trouwde met Margaret de Fever, verwierf hij haar van het perceel aan de Oude Burg te Brugge waar ze samen het Hof van Sint-Joris bouwden. In 1982 zijn er op die plaats originele balksleutels gevonden met het wapenschild van de familie De Baenst. Dit bewijst dat het echtpaar De Baenst verantwoordelijk is voor de bouw van dit huis.

## Geschiedenis

### Oorsprong
Er is een aantal theorieën in omloop over het eigenlijke begin van het "Hof van Watervliet".
Naar alle waarschijnlijkheid waren de Oude Burg en omliggende straten tot aan de Steenstraat een oude woonkern. Over de oudste gebouwen en bewoners is weinig bekend. Tijdens archeologische opgravingen in de Sint-Niklaasstraat ontdekte men resten van een muur die grotendeels uit natuursteen bestond. De muur bestond voornamelijk uit tufsteen, een vulkanische steensoort uit het Eifelgebied, die op een laag veldsteen was gebouwd. Het gebruik van natuursteen wijst op een vroege datering, late twaalfde eeuw, vroege 13e eeuw.
Tijdens een onderzoek aan de Nieuwstraat ontdekte men dat het gebied ten zuiden van de Oude Burg bij de bedding van de Dijver hoort en zeker niet bewoond was voor de 13e eeuw. Uit het archeologisch onderzoek blijkt dat het ging om een terrein dat afhelt naar de Dijver, dat vanaf de 11e eeuw tot ongeveer de 13e eeuw opgehoogd werd.
Rond de 13e eeuw moet het gebied aan beide kanten van de Oude Burg al snel dichtbevolkt gebied geweest zijn. De wijk was doorlopen door talrijke kleine straten. Aan de noordkant zijn deze straatjes nog goed bewaard gebleven; aan de zuidkant zijn de meeste in de nieuwere bebouwing opgenomen. Tijdens de middeleeuwen waren deze straatjes dicht bebouwd. De kleine straatjes kunnen op scheidingen tussen belangrijke erven wijzen.
In het Winterstraatje (een smal straatje dat tot aan de Dijver loopt) stonden in het jaar 1279 al minimaal 8 woningen.

### Bewoners
Jacop de Zoppere en zijn vrouw Lysebet hadden verscheidene eigendommen. Deze bevonden zich langs de oostkant van de Nieuwstraat. Dit is beschreven in een akte van 5 november 1344. Zij zouden ook de eerste eigenaars zijn geweest van de nieuwbouwhuizen ten zuiden van de Oude Burg. De meeste huizen in de wijk van de Oude Burg waren rond de periode van 1400 alsook de eerste helft van de 15e eeuw in handen van voornamelijk lakenhandelaars en merceniers. Terwijl merceniers vooral gespecialiseerd waren in het verhandelen van allerlei producten en kostbare stoffen zoals fluweel, stonden de lakenhandelaars bekend om hun kwaliteit van uit wol vervaardigde lakenstoffen. De merceniers in Brugge waren met een 150-tal. Zij hadden ook aanzien als de rijksten van Brugge, wat werd beschreven met een Parijs citaat: “marchands de tout, faiseurs de rien” (koopman van alles, maker van niets). Verscheidene mensen onder wie Christiaan Casuulmakere, een broodweger dewelke ook in bezit was van negen huizen in Brugge, en Lauwe Minne, een rijke Bruggeling die meerdere hofsteden bezat, waren eigenaar van de verschillende woningen toen aanwezig. Dit was net voor de bouw van het Hof van Sint-Joris in 1454.

#### Familie De Baenst
De allereerste bewoner en bouwheer van het Hof van Sint-Joris was het echtpaar Jan III de Baenst en Margareta de Fever. Zij was eigenaar van het perceel, waarop ze later het Hof van Sint-Joris zouden bouwen. Het echtpaar maakte deel uit van de hogere klasse in Brugge. Jan had veel invloed in het stadsbestuur en vertegenwoordigde de stad in verschillende afvaardigingen, onder andere in de Statenvergaderingen en de toenmalige Vlaamse volksvertegenwoordiging. In april-mei 1454 moest De Baenst voor een langere periode naar het buitenland voor onderhandelingen. In zijn afwezigheid gingen de baljuw, de schout, de burgemeesters en andere notabelen hun opwachting maken ten huize van Jan de Baenst, waar de echtgenote Margareta de Fever hen samen met de dames van de andere afgevaardigden ontving op stadskosten. Er werden op zulke momenten ook vermaak en feestelijkheden in de woning aangeboden.
Het Hof van Sint-Joris bleef nog tot 1541 in bezit van deze familie.

#### Familie Lauweryns en de oorsprong van de naam Watervliet.
In 1541 verwierven Francoise Rauffault, de weduwe van Matthias Lauweryn, en haar kinderen het Hof van Sint-Joris aan de Oude Burg. Dit bleef in hun bezit tot 1611. De Lauweryns waren eigenlijk heren van Watervliet, waar de naam zijn oorsprong vindt die tot de dag van vandaag stand houdt.
De naam Watervliet komt van de stamvader van deze familie, namelijk Hiëronymus Lauweryn. Hij was opgeklommen van lager ambtenaar tot financieel topambtenaar en vertrouwensman van Filips de Schone. Door zijn grote ambities en plannen wist hij zich zeer gesteund door deze jonge vorst. Door de vorstelijke steun kon Hiëronymus zijn meest ambitieuze project tot werkelijkheid laten komen, namelijk het droogleggen en ontsluiten van uitgestrekte polders. Daarmee won hij meer dan 4000 hectare nieuw land en stichtte er Watervliet in Oost-Vlaanderen. Hij had een groot gezin met vijf kinderen uit zijn eerste huwelijk en drie kinderen uit zijn tweede huwelijk. Na zijn dood werd de oudste zoon, Matthias Lauweryn, de nieuwe heer van Watervliet. Deze trouwde met Francoise Rauffault, die later in 1541 als weduwe met haar kinderen het Hof van Sint-Joris dus heeft opgekocht. Toen Francoise Rauffault in 1565 overleed, werden de familiebezittingen zonder probleem verdeeld onder de drie zonen. De oudste zoon Marcus (1525-1581) verwierf vanzelfsprekend alle heerlijkheden van Watervliet en dus ook het Hof aan de Oude Burg, waar hij zich definitief vestigde. Hij bleef ongehuwd en toonde zeer duidelijke humanistische interesses die zich konden vertolken dankzij de ruimte van dit stadspaleis. Hij had onder meer een bibliotheek, een muntenkabinet en een kunstverzameling. Marcus overleefde de Calvinistische republiek (1578-1584) in Brugge niet en trok net als vele andere Bruggelingen naar het zuiden, naar Calais, waar hij niet veel later bijna anoniem overleed. Hierdoor erfde Guido, zijn jongere broer, het hof in de Oude Burg en werd alsnog heer van Watervliet. Toen Guido in 1588 stierf in Rijsel, kwam het Hof van Watervliet in handen van de laatste zoon Marc (overleden 1610) en zijn dochter Francoise.
Deze dochter verkocht het hof in 1611 aan Pieter Boddens.

#### Pieter Boddens en familie De la Coste
Pieter Boddens was een edelman uit Tielt en vestigde zich in Brugge om er de prestigieuze rol van 'meester van de grote Tol' te bekleden. Hij was getrouwd met Anne de Piermont en had een militaire carrière achter de rug. Uit archiefonderzoek blijkt dat het Hof van Watervliet in de periode 1651-1661 een tijdje verhuurd is geweest aan Anthone Preston, Heer van Sint-Joris. Hierdoor staat nu vast dat koning Karel II van Engeland zijn eerste twee weken van ballingschap hier in Brugge in het Hof van Watervliet heeft doorgebracht.
Op 14 december 1699 kocht Jan de la Coste het Hof van Watervliet. Hij was de zoon van Louise Boddens en Andreas de la Costa. Zijn moeder was een dochter van Pieter Boddens. Ridder Jan de la Coste integreerde zich vlug in Brugge en hield zich voornamelijk bezig met het beheer van zijn uitgebreid onroerend patrimonium. Hij huwde pas op 52-jarige leeftijd met zijn 20 jaar jongere nicht met wie hij drie kinderen kreeg. De volgende eigenaar van het Hof van Watervliet werd hun enige zoon, namelijk Jan Baptiste de la Coste, die zich al direct in het societyleven begaf. Hij begon jong als raadslid in het Brugs magistraat en bleef dit doen tot aan zijn overlijden. Hij heeft tussendoor de ambt van burgemeester bekleed alsook was hij gouverneur van de weesschool voor meisjes, de Sint-Elisabethschool. In het verenigingsleven was hij een bekende naam. Sinds 1917 was hij lid van de Sint-Sebastiaansgilde en twee jaar later ook van de kruisbooggilde van Sint-Joris. Jan de la Coste huwde tweemaal en kreeg zes kinderen. Na zijn overlijden in 1772 verkochten zijn kinderen het Hof van Watervliet aan Petrus d'Herbe.

#### Petrus d'Herbe
Petrus d'Herbe (1725-1794) was handelaar, rentenier en had een opleiding tot landmeter gevolgd bij het Oostenrijkse leger, welk werk hij later ook heeft beoefend. Hij liet onmiddellijk ingrijpende verbouwingswerken uitvoeren. In 1754 huwde hij met de dochter van de gereputeerde Ierse handelaar William Archdaecon. De handelsactiviteiten van Petrus zijn eerder bescheiden. Maar zijn zoon Henri d'Herbe zou daar verandering in brengen en zich wel volledig ontplooien als handelaar. Hij richtte in North Carolina een filiaal op.
Door revoluties, omwentelingen en regimewisselingen die Brugge onderging op het eind van de 18e eeuw, kreeg Petrus een de rol van wijkmeester toebedeeld in 1793. Hij kreeg zes soldaten ingekwartierd. Samen met de andere wijkmeesters diende hij een protestbrief in tegen de machtsovername van de Fransen op de Oostenrijkers. Een tweede aanvaring met de Fransen werd hem fataal. Hij verleende onderdak aan een gevluchte Franse edelman. Bij de bezetting van de Fransen was deze man naar Holland gevlucht, maar ze hielden beiden nog contact via briefwisseling. Na een huiszoeking werden de brieven gevonden en Petrus werd op 23 september 1794 aangehouden op beschuldiging van antirevolutionaire activiteiten. Op 10 oktober om 10.30 uur werd hij veroordeeld tot de doodstraf en zes uur later is hij gefusilleerd. Zijn spullen werden verbeurd verklaard, maar zijn dochter Maria d'Herbe slaagde erin om dit binnen het jaar ongedaan te maken waardoor de weduwe en de kinderen bleven wonen in het Hof.

#### Familie Verhulst- Vermeyen
Op 6 april 1812 trouwde de jongste dochter van Petrus d'Herbe, Anna, met de rentenier Philippe Verhulst. Hij was zeer rijk, ambitieus en was de oudste zoon van de advocaat Charles Verhulst. Hij speelde een belangrijke rol in Brugge als schepen, gemeenteraadslid en voorzitter van de kerkfabriek van de Onze-Lieve-Vrouweparochie en eigenaar van de kapel van Vivenkapelle. Samen kregen ze twee dochters: Elisa en Coralie. Elisa, die tot de hogere klasse behoorde, bewoonde na de dood van haar ouders het Hof van Watervliet alleen tot ze zelf overleed op 15 augustus 1903. Het Hof van Watervliet werd in 1904 geërfd door Constantia de Hertoghe. Zij vererfde het op haar beurt in 1917 aan kandidaat-notaris Edgard Muylle. Die verkocht het in 1919 aan de familie Vermeyen. Deze familie behield het huis ruim 55 jaar in hun bezit tot Benedictus Vermeyen en zijn vrouw stierven en hun kinderen het huis in 1976 verkochten aan de vzw Volkswelzijn.

## Restauratie
In het derde kwartaal van de 18e eeuw werden er aanpassingen gedaan, onder andere aan de benedenvensters, de bovenvensters en werd een deur aangebracht met daarboven een erker in Lodewijk XVI-stijl.
Tussen de jaren 1982-1983 en 1986-1987 heeft het gebouw een grondige restauratie gehad ten gevolge van de modernisering en nieuwe veiligheidsvoorschriften. Deze werken stonden in het teken van het poorthuis, tuinhuis en diephuis. Hiervoor ontwierp Groep Planning Brugge een zo min mogelijke afbraak aan het originele gebouw. De oude keuken werd omgeruild voor een nieuwe vleugel met trappen, liften en technische maatregelen.

## Opgravingen/vondsten
Tijdens een grondige renovatie zijn er zeer belangrijke architectonische, kunsthistorische en archeologische gegevens gevonden. Tijdens een onderzoek van de beerput op de binnenkoer van de woning op 26 september 1982 zijn er verschillende vondsten gedaan waaronder:
- Rood aardewerk
- Steengoed
- Majolica
- Faience en faience-fine
- leder
- tin
- porselein
- geelkoper
- pijpaarde
- hout
- been
- pijpen

Dit materiaal kunnen we allemaal situeren in de 17e en 18e eeuw. Dit betekent dat het in verband zou kunnen gebracht worden met de toenmalige bewoners de Brugse patriciërsfamilie de la Coste.
Deze vondsten zorgen dat voor een beter beeld op de materiële cultuur en het welzijn van die personen in die tijd. Het grootste deel van de vondsten is ongetwijfeld vervaardigd in het Brugse door de lokale ambachten, zoals de pottenbakkers, glazenmakers, schoenmakers, en de houtdraaiers alhoewel er enkele zullen tussen zitten vanuit het buitenland. Dit zal zijn voor het steengoed dat richting Engeland of Duitsland wijst, de kleipijpen vanuit het Hollandse Gouda en het porselein uit China.

## Faciliteiten CM
Het Hof van Watervliet is in gebruik als open ontmoetings- en welzijnscentrum van de Christelijke Mutualiteit te Brugge. Er worden activiteiten georganiseerd waaronder yoga, een spellenclub en er zijn ook diverse zelfhulpgroepen.